# أيدمون
أيْدِمون (باللاتينية: Aedemon) هو رجل معتوق من أصول شمال إفريقية من موريطنية عاش في القرن الأول الميلادي. ثار على الحكومة الرومانية بعد مقتل سيده الملك بطليموس الموريطني، وقاد ثورة للوقوف في وجه الحكومة الرومانية في عهد الإمبراطور كاليغولا. وقد استمرت مقاومة إيديمون لأربع سنوات من عام 40م إلى 44 م أثرت سلباً على التواجد الروماني في موريطنية بصفة خاصة وشمال إفريقيا بصفة عامة. ولكن الرومان أعدّوا قوة عسكرية استطاعت بفضلها القضاء على ثورة إيديمون قبل أن تتسع أكثر وتحقق هدفها ألا وهو طرد الرومان من أراضي مملكة موريطانية.
عاش إيديمون في موريطنية في القرن الأول الميلادي، وكان قائدا عسكرياً أمازيغيا في جيش بطليموس ابن يوبا الثاني، ثم عين بعد ذلك وزيرا للمملكة. وقد قيل إنه كان من عتقاء الملك بطليموس. لذلك لم يرض إيديمون لصاحبه الملك المقدس أن يقتل بطليموس مكرا وخديعة من قبل كاليغولا أثناء نزول الملك بعاصمة روما ضيفا لدى الرومان. وهذا ما سيجعله مقاوماً ضد كاليغولا الذي توفي في عام 40م قبل أن يقضي على مقاومة عدوه الأمازيغي الثائر. ولم تخمد ثورة إيديمون إلا على يد الإمبراطور كلوديوس.

## أسباب الثورة

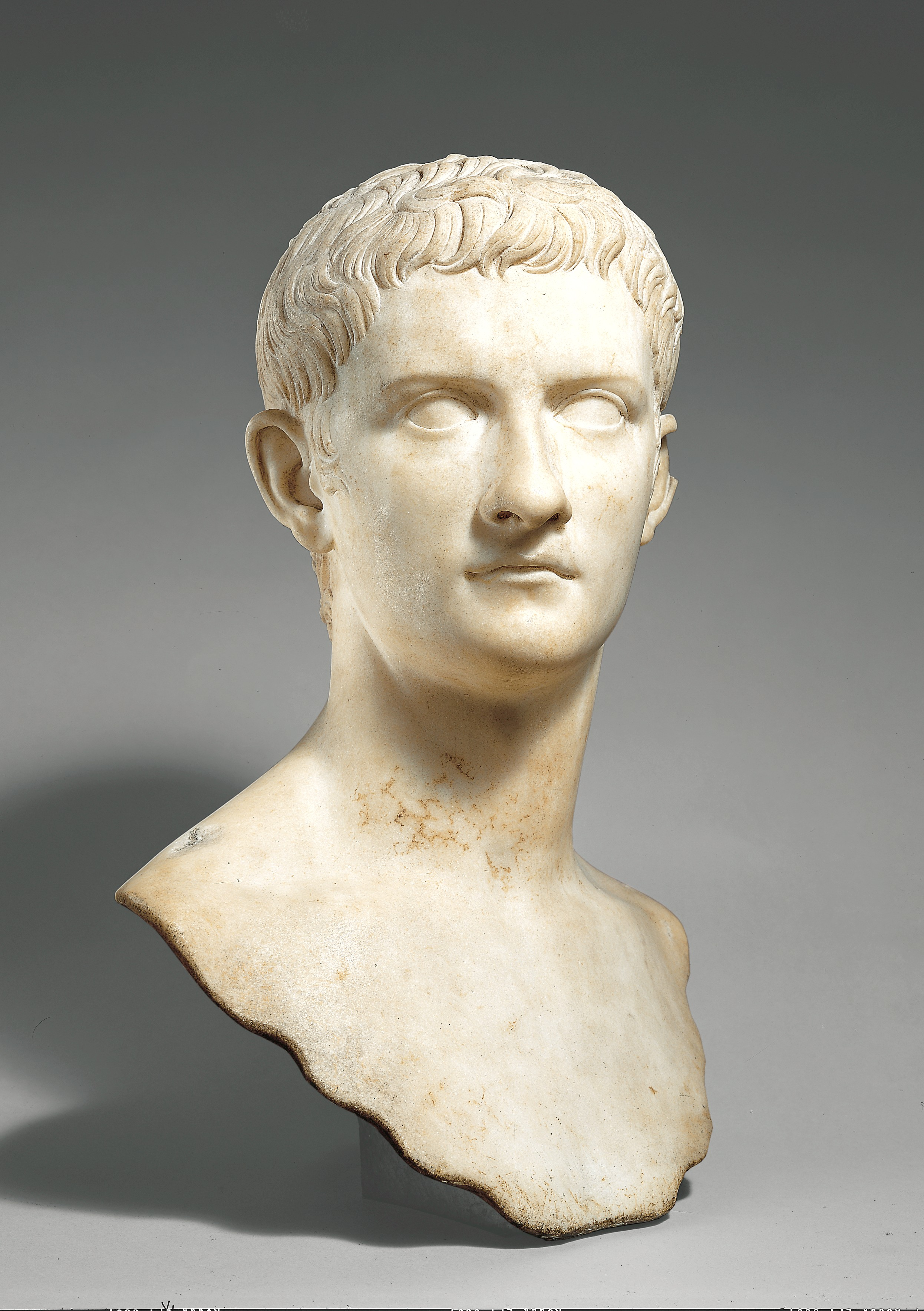
تمثال نصفي لـكاليغولا

بعد هزيمة يوبا الأول النوميدي، أسر يوليوس قيصر ابنه «يوبا الثاني» الذي كان طفلا صغيرا بين خمس وسبع سنوات، فحمله إلى روما، حيث نشأ في القصر، وعاش في كنف الإمبراطور أغسطس، فعلمه الفنون والآداب والعلوم وشؤون الحكم في مدارس روما وأثينا ومعاهدهما.ونظرا لمكانة يوبا الثاني الثقافية، وإخلاصه للإمبراطور الروماني القيصر أغسطس، فقد أجلسه هذا الأخير على عرش مملكة موريطانيا. اتخد يوبا الثاني شرشال عاصمة لحكمه ضمن مملكته التي كانت تسمى بـ موريطانيا. عرف عصره بالازدهار الاقتصادي في مجالي الفلاحة والصناعة، وشجعت الثقافة في فترة حكمه الزاهي أيما تشجيع.وبعد وفاته، تولى زمام الحكم ابنه بطليموس (Ptolémée) الذي سار على نفس منهج أبيه، فحاول توحيد القبائل الأمازيغية وتوسيع مملكته خارج النطاق المرسوم له من قبل الحكومة الرومانية.
بيد أن الإمبراطور الروماني كاليغولا (Caligula 37-40م) كان يراقب هذا التوسع بنوع من التوجس والحذر والخوف، وأمر أتباعه باغتياله للحد من طموحاته التوسعية في شمال إفريقيا والسيطرة على ممتلكاته وأمواله.لذلك لم تقم ثورة إيديمون في إفريقيا الشمالية بموريطانيا إلا بعد مقتل الملك بطليموس (23م-40م)

## مراحل الثورة

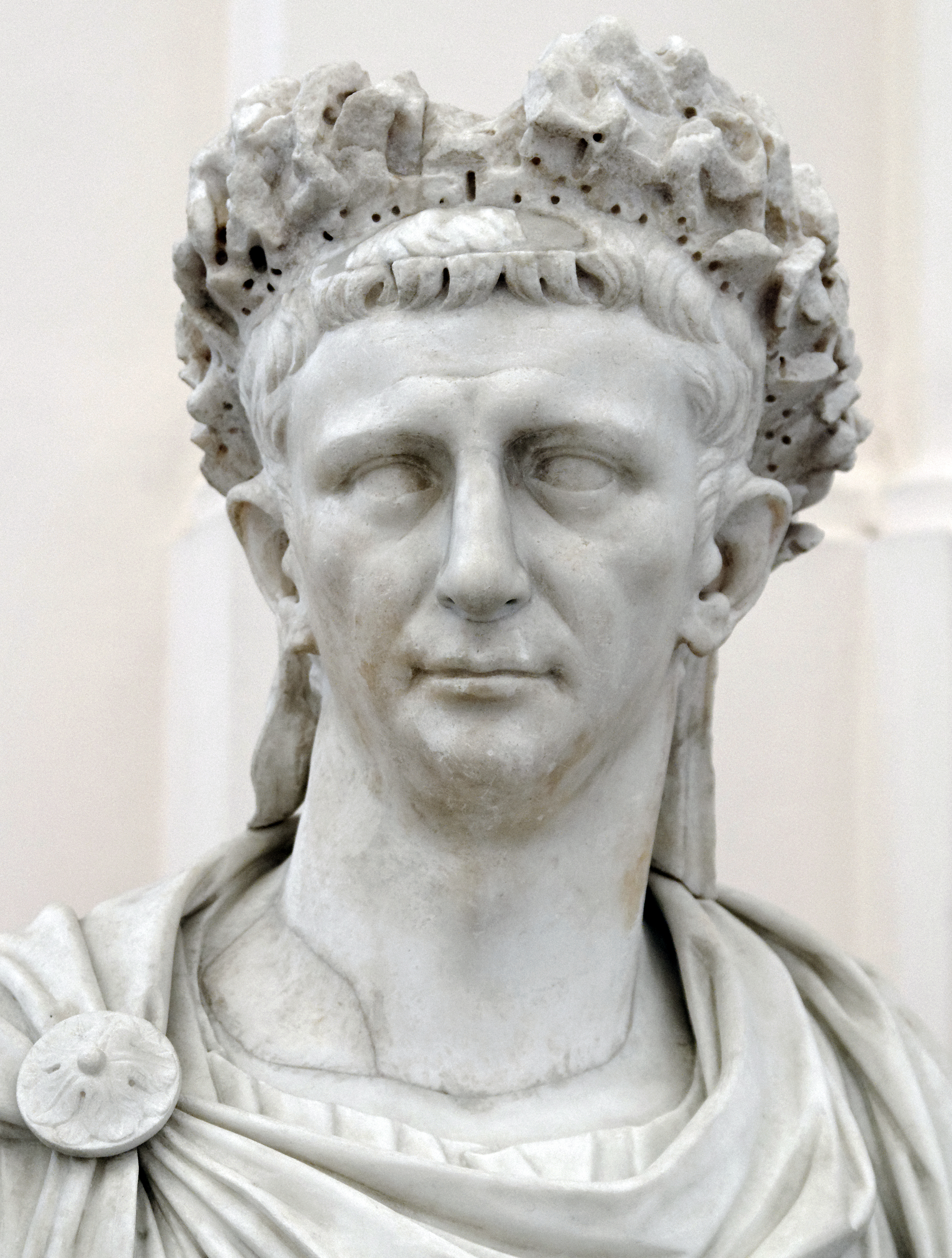
الإمبراطور كلاوديوس

شكل إيديمون جيشاً من القبائل المورية في مورطانيا، وجمع حشودا في منطقة الريف. وجعل من الجبال مراكز للاحتماء والتدريب والانطلاق والتمركز قصد التحصين واستمرت المقاومة أربع سنوات من عام 40م إلى 44م، وهددت مناطق النفوذ الروماني بمورطانيا وخاصة مدينة وليلي عاصمة السلطة الرومانية، كما هددت هذه الثورة مدينة طنجة باعتبارها منطقة ساحلية إستراتيجية تطل على حوض البحر الأبيض المتوسط، وقد التجأ إيديمون إلى سياسة الأرض المحروقة، فأشعل النيران في المدن والمراكز الرومانية في موريطانيا، ودمر كثيراً من حصون الحكم الروماني وخطوطهم العسكرية والأمنية وأماكن السلطنة والتواجد العسكري. وفشل الرومان كثيراً في محاصرة هذه الثورة وتطويقها عسكرياً بسبب تحصن الثوار بجبال الأطلس التي يصعب على الجيش الروماني التغلغل فيها واقتحامها بسبب صعوبة المسالك ووعورة الجبال.
بعد تفاقم ثورة إيديمون واستمرارها في حصد أرواح الرومانيين وتخريب مراكزهم العسكرية ومدن استقرارهم واشتعال نيرانها وتوسعها في البلاد المورية والمناطق المجاورة الأخرى، قررت الحكومة الرومانية أن ترسل إلى شمال إفريقيا مجموعة من الفيالق العسكرية للقضاء على هذه الثورة المحلية، فعبرت هذه الجيوش العتيدة البحر الأبيض المتوسط ونزلت بشمال إفريقيا وبالضبط في المغرب الأقصى، واتحدت مع جيوش الرومانية الإفريقية الأخرى استعدادا للقضاء بصفة نهائية على ثورة إيدمون.وفعلا، تم القضاء النهائي على هذه المقاومة المحلية الشعبية، وذلك في سنة 44م في عهد الإمبراطور الروماني كلوديوس. وفي هذه الفترة بالذات تم تدمير مدينة طنجة وتحطيمها.

## نتائج الثورة
- قسمت مملكة موريطانيا إلى قسمين:

1. موريطانيا الطنجية في الغرب،
2. وموريطانيا القيصرية في الشرق تحت سيطرة الحكم الروماني مباشر.

- ومن النتائج التي ترتبت عن ثورة إيديمون :

1. انتشار فكرة المقاومة بين صفوف الأمازيغيين والنخب المثقفة سواء أكانت مدنية أم عسكرية كظهور
2. ثورة باكوات  المسيحيين في موريطانيا الطنجية سنة 180م معلنة الانفصال عن الحكم الروماني،
3. ثورة إفريقيا الشمالية المشتعلة ما بين 235م و284م والتي استغلت ضعف الحكم في روما واشتداد ضغط االبربر على خط الليمس أو ما يسمى عند عبد الله العروي بالسد الأمني لمجابهة الجيش الروماني،
4. ثورة دوناتوس الدينية التي ظهرت لتنادي بطرد كبار الرومان وأصحاب النفوذ من المسيحيين الكاثوليك من بلاد شمال إفريقيا.

## ببليوغرافيا
- محمد بوكبوط: الممالك الأمازيغية في مواجهة التحديات، منشورات مركز طارق بن زياد، الرباط،2002م، ص:47؛
- الموقع الرسمي للدكتور جميل الحمداوي
- Vanacker، Wouter (2013). "Ties of resistance and cooperation: Aedemon, Lusius Quietus and the Baquates". MNEMOSYNE. ج. 66 ع. 4–5: 708–733. DOI:10.1163/156852512X617588. ISSN:1568-525X. مؤرشف من الأصل في 2019-12-09.
- Burian J., Die einheimische Bevölkerung Nordafrikas von den punischen Kriegen bis zum Ausgang des Prinzipats, dans Altheim F. et Stiehl R., Die Araber in der alten Welt, t. 1, Berlin, 1964, p. 465-467.
- Euzennat M., Le temple C de Volubilis et les origines de la cité, B.A.M., t. 2, 1957, p. 41-64.
- Fishwick D., The Annexation of Mauretania, Historia, t. 20, 1971, p. 467-487 (en particulier p. 473-480: The Revolt of Aedemon).
- Gascou J. M., Licinius Crassus Frugi, légat de Claude en Maurétanie, Mélanges Boyancé, Rome, Collection de l’Ecole Française de Rome, 1974, p. 299-310.
- Gascou، Jacques (1978). "La succession des bona vacantia et les tribus romaines de Volubilis". Antiquités africaines. ج. 12 ع. 1: 109–124. DOI:10.3406/antaf.1978.1002. ISSN:0066-4871. مؤرشف من الأصل في 2019-12-09.
- Tarradell M. Nuevos datos sobre la guerra de los Romanos contra Aedemon, 1. Congreso Arqueológico del Marruecos Español, Tetuan, 1954, p. 337-344.
- Vanacker، Wouter (2013). "Ties of Resistance and Cooperation. Aedemon, Lusius Quietus and the Baquates". Mnemosyne. ج. 66 ع. 4–5: 708–733. DOI:10.1163/156852512x617588. ISSN:0026-7074. مؤرشف من الأصل في 2020-05-16.